# Draba weberi
Draba weberi är en korsblommig växtart som beskrevs av Robert A. Price och Reed Clark Rollins. Draba weberi ingår i släktet drabor, och familjen korsblommiga växter. Inga underarter finns listade i Catalogue of Life.